# Crepidium gibbsiae
Crepidium gibbsiae är en orkidéart som först beskrevs av Johannes Jacobus Smith, och fick sitt nu gällande namn av Marg.. Crepidium gibbsiae ingår i släktet Crepidium, och familjen orkidéer. Inga underarter finns listade i Catalogue of Life.